# Concejo municipal de Andes (Antioquia)
El Concejo de Andes es una corporación político-administrativa de elección popular que ejerce como suprema autoridad del municipio de Andes. Ejecuta principalmente dos funciones: actividad normativa y control político. Es un cuerpo colegiado, conformado por 13 cabildantes elegidos democráticamente por un periodo de cuatro años con posibilidad de reelección. El periodo actual es el 2016-2019. Su sede se encuentra en el palacio municipal de Andes, cuya dirección es Calle 49 N°49A-39. El concejo municipal se constituye en uno de los principales escenarios para el ejercicio de la democracia representativa y participativa en el municipio de Andes. Por ello, el Concejo como órgano colegiado que representa los intereses de los ciudadanos como sujetos de derechos y deberes, es un actor fundamental para el logro del buen gobierno y la gestión del desarrollo de Andes.

## Funciones
El Concejo de Andes tiene nueve funciones principales:
- Reglamentar las funciones y la eficiente prestación de los servicios a cargo del municipio.
- Adoptar los correspondientes planes y programas de desarrollo económico y social y de obras públicas.
- Autorizar al alcalde para celebrar contratos y ejercer pro tempore precisas funciones de las que corresponden al Concejo.
- Votar de conformidad con la Constitución y la ley los tributos y los gastos locales.
- Dictar las normas orgánicas del presupuesto y expedir anualmente el presupuesto de rentas y gastos.
- Determinar la estructura de la administración municipal y las funciones de sus dependencias; las escalas de remuneración correspondientes a las distintas categorías de empleos; crear, a iniciativa del alcalde, establecimientos públicos y empresas industriales o comerciales y autorizar la constitución de sociedades de economía mixta.
- Reglamentar los usos del suelo y, dentro de los límites que fije la ley, vigilar y controlar las actividades relacionadas con la construcción y enajenación de inmuebles destinados a vivienda.
- Elegir Personero para el período que fije la ley y los demás funcionarios que ésta determine.
- Dictar las normas necesarias para el control, la preservación y defensa del patrimonio ecológico y cultural del municipio.

## Comisiones
En los municipios de categorías 4, 5 y 6 se establecen comúnmente las comisiones de: presupuesto, administrativa y planeación. Existe además una sesión plenaria.

## Composición
| 4    | 2                  | 2           | 2             | 1    | 1       | 1          |
| La U | Centro Democrático | Conservador | Alianza Verde | AICO | Liberal | C. Radical |

El Concejo de Andes funciona por bancadas, al igual que las demás corporaciones públicas. En el periodo entre 2020 y 2023, está formado por 7 bancadas, Pero en la práctica funciona en dos grandes bloques: los concejales de la coalición de gobierno y los opositores:
- Coalición de Gobierno (6 integrantes): Alveiro Mora, Gabriela Escobar, Pedro Cardona y Genaro Restrepo del Partido de la U; Juan Bernardo Tangarife y Carlos Saldarriaga del Centro Democrático.
- Bancada de Oposición (7 integrantes): Jhon Jairo Correa y Huberto Bustamante del Partido Conservador; Alejandro Garzón Ramírez y Julián Ramírez de la Alianza Verde, Ana Restrepo de AICO, Stiven Vélez del Partido Liberal y Gerardo Henao de Cambio Radical.

| CONCEJALES POR PARTIDO |                   |                                   |            |                      |              |                 |
| Partido-Movimiento | Número de Curules | Número de Curules                 | Concejales | Votación Del Partido | Porcentaje % | Voto Preferente |
| Partido-Movimiento | Curules           | Comparación composición 2008-2011 | Concejales | Votación Del Partido | Porcentaje % | Voto Preferente |
| Partido De La U |                   |                                   |            |                      |              |                 |
| 4 |                   |                                   |            |                      |              |                 |
| Sin cambios |                   |                                   |            |                      |              |                 |
| Juan Gonzalo Berrío Echavarría (renunció en mayo de 2018, reemplazado por Juan Sergio Restrepo)                             | 4.624             | 24,45                             | Si         |                      |              |                 |
| Juan Pablo Vásquez Castañeda                                                                                                | 4.624             | 24,45                             | Si         |                      |              |                 |
| Alveiro Mora Taborda | 4.624             | 24,45                             | Si         |                      |              |                 |
| Pedro José Cardona Pareja                                                                                                   | 4.624             | 24,45                             | Si         |                      |              |                 |
| Partido Conservador | 4.624             | 24,45                             | Si         |                      |              |                 |
| 4 |                   |                                   |            |                      |              |                 |
| Sin cambios |                   |                                   |            |                      |              |                 |
| Jhon Jairo de Jesús Correa                                                                                                  | 3.808             | 20,14                             | Si         |                      |              |                 |
| Wilfor Alexander Henao Fernández (renunció antes de la posesión. Reemplazado por el concejal Abelardo Restrepo Saldarriaga) | 3.808             | 20,14                             | Si         |                      |              |                 |
| Carlos Mario Álvarez Álvarez                                                                                                | 3.808             | 20,14                             | Si         |                      |              |                 |
| Huberto Bustamante Osorio                                                                                                   | 3.808             | 20,14                             | Si         |                      |              |                 |
| Partido Verde | 3.808             | 20,14                             | Si         |                      |              |                 |
| 2 |                   |                                   |            |                      |              |                 |
| (+1) |                   |                                   |            |                      |              |                 |
| John Alejandro Garzón Ramírez                                                                                               | 1.979             | 10,46                             | Si         |                      |              |                 |
| Julián Alberto Ramírez Cortes                                                                                               | 1.979             | 10,46                             | Si         |                      |              |                 |
| Partido Liberal | 1.979             | 10,46                             | Si         |                      |              |                 |
| 1 |                   |                                   |            |                      |              |                 |
| (+1) |                   |                                   |            |                      |              |                 |
| David Fernando Romero Vélez (renunció en julio de 2018, reemplazado por Jaime Alberto López)                                | 1.597             | 8,44                              | Si         |                      |              |                 |
| Alianza Social Independiente                                                                                                | 1.597             | 8,44                              | Si         |                      |              |                 |
| 1 |                   |                                   |            |                      |              |                 |
| Sin cambios |                   |                                   |            |                      |              |                 |
| Jonatan Stid Contreras Ramírez                                                                                              | 1.276             | 6,75                              | Si         |                      |              |                 |
| Cambio Radical | 1.276             | 6,75                              | Si         |                      |              |                 |
| 1 |                   |                                   |            |                      |              |                 |
| Sin cambios |                   |                                   |            |                      |              |                 |
| María Amparo Osorio Morales                                                                                                 | 1.044             | 5,52                              | Si         |                      |              |                 |

### Mesa directiva 2023
- Presidente: Stiven Vélez Henao
- 1º Vicepresidente: Huberto Bustamante
- 2° Vicepresidente: John Jairo Correa
- Secretaria General: Mónica Eugenia Ruiz

## Honorarios y Sesiones
En 2015 cada concejal devenga $86.862 por cada sesión a la que asista, sin importar el tiempo que permanezca en la misma, estos honorarios se incrementan anualmente de acuerdo al Índice de Precios al Consumidor (IPC) del año inmediatamente anterior. En Colombia los concejales reciben honorarios por cada sesión a la que asistan, según la categoría del respectivo municipio o distrito en materia de finanzas públicas, Andes es un municipio de 6° categoría.
El concejo sesiona ordinariamente cuatro meses cada año, así: 
- Del 1° de febrero hasta el último día del mismo mes (primer periodo). Del 1° al 31 de mayo (segundo periodo). Del 1 al 30 de agosto (tercer periodo). Del 1° al 30 de noviembre (cuarto periodo).
- De manera extraordinaria puede reunirse en fechas diferentes si el alcalde así lo convoca, para que se ocupe exclusivamente de los asuntos que él someta a su consideración.

## Participación ciudadana
Además de elegir al Concejo de Andes cada 4 años en elecciones democráticas, los ciudadanos cuentan con mecanismos de participación y rendición de cuentas, entre ellos están los cabildos abiertos que periódicamente realiza el concejo municipal de Andes. Adicionalmente, las sesiones del Concejo de Andes se pueden ver por la señal del canal local AUPAN y a través de su señal en línea.

## Presidentes
| Año  | Presidente del concejo    | Partido                  | Alcalde municipal         |                          |
| ---- | ------------------------- | ------------------------ | ------------------------- | ------------------------ |
| 1989 | Jhon Lemos Velásquez      | Partido Liberal          | Guillermo Orlando Sierra  |                          |
| 1992 | Leonardo Mejía Posada     | Partido Conservador      | Gabriel Hernán Gaviria    |                          |
| 1993 | Jorge Iván Sierra         | Partido Conservador      | Nevardo Morales Marín     |                          |
| 1994 | Pedro Alonso Jaimes       | Partido Liberal          | Nevardo Morales Marín     |                          |
| 1995 | Libardo Marulanda         | Partido Liberal          | Jaime Arbeláez Restrepo   |                          |
| 1996 | Mario Echeverri Echeverri | Partido Conservador      | Jaime Arbeláez Restrepo   |                          |
| 1997 | León Jairo Arango         | Fuerza Progresista       | Jaime Arbeláez Restrepo   |                          |
| 1998 | Jaime Darío Henao         | Partido Conservador      | Rafael Pareja Quintero    |                          |
| 1999 | Salvador Piedrahíta       | Partido Conservador      | Rafael Pareja Quintero    |                          |
| 2000 | Mauricio Castañeda        | Partido Liberal          | Rafael Pareja Quintero    |                          |
| 2001 | Darío Humberto Gallón     | Fuerza Progresista       | Jaime Arbeláez Restrepo   |                          |
| 2002 | Rubén Darío Chalarca      | Partido Liberal          | Jaime Arbeláez Restrepo   |                          |
| 2003 | Jaime Darío Henao         | Partido Conservador      | Jaime Arbeláez Restrepo   |                          |
| 2004 | Iván Darío Mendoza        | Partido Liberal          | Julio Humberto Arboleda   |                          |
| 2005 | Aureliano Marín Gallego   | Colombia Democrática     | Julio Humberto Arboleda   |                          |
| 2006 | Jaime Darío Henao         | Alas Equipo Colombia     | Julio Humberto Arboleda   |                          |
| 2007 | Gerardo Emigdio Henao     | Colombia Democrática     | Julio Humberto Arboleda   |                          |
| 2008 | Jamer Augusto Ortega      | Alas Equipo Colombia     | Horacio Gallón Arango     |                          |
| 2009 | Jaime Darío Henao         | Colombia Democrática     | Horacio Gallón Arango     |                          |
| 2010 | Berni Alonso Marín        | Movimiento Colombia Viva | Horacio Gallón Arango     |                          |
| 2011 | Huberto Bustamante Osorio | Alas Equipo Colombia     | Horacio Gallón Arango     |                          |
| 2012 | María Amparo Osorio       | Cambio Radical           | Elkin Jaramillo Jaramillo |                          |
| 2013 | Huberto Bustamante Osorio | Partido Conservador      | Elkin Jaramillo Jaramillo |                          |
| 2014 | Gerardo Emigdio Henao     | Partido de la U          | Elkin Jaramillo Jaramillo |                          |
| 2015 | Alejandro Garzón Ramírez  | Alianza Verde            | Elkin Jaramillo Jaramillo |                          |
| 2016 | John Jairo Correa         | Partido Conservador      | John Jairo Mejía Aramburo |                          |
| 2017 | Huberto Bustamante Osorio | Partido Conservador      | John Jairo Mejía Aramburo |                          |
| 2018 | María Amparo Osorio       | Cambio Radical           | John Jairo Mejía Aramburo |                          |
| 2019 | Carlos Mario Álvarez      | Partido Conservador      | John Jairo Mejía Aramburo |                          |
| 2020 | Pedro José Cardona        | Partido de la U          | Carlos Alberto Osorio     |                          |
| 2021 | Alejandro Garzón Ramírez  | Alianza Verde            | Carlos Alberto Osorio     |                          |
| 2022 | Ana Noreña Restrepo       | AICO                     | Carlos Alberto Osorio     |                          |
| 2023 | Stiven Vélez Henao        | Partido Liberal          | Carlos Alberto Osorio     | rowspan=4\| Germán Vélez |
| 2024 | Olmer Solis               | Centro Democrático       |                           |                          |